# Hermods
Hermods (zeitweise auch Hermods korrespondensinstitut) ist die älteste schwedische Schule für Fernunterricht. Sie wurde 1898 von Hans Svensson Hermod (1860–1920) in Malmö gegründet und entwickelte im Laufe der Jahrzehnte ein breites Kursangebot. Heute ist das Institut eine in Stockholm ansässige Aktiengesellschaft mit etwa 700 Mitarbeitern.

## Geschichte

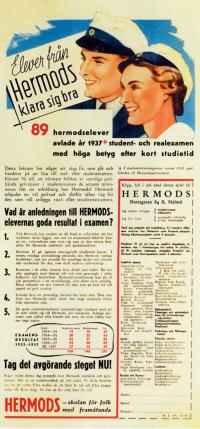
Zeitungsannonce der Fernschule Hermods aus dem Jahr 1927

Nach einem längeren Auslandsaufenthalt begann der Pädagoge Hans Svensson Hermod im Jahr 1893 die Zeitschrift Tyskt-Engelskt-Franskt-Spanskt-Italienskt öfvningsblad (Übungsblatt für Deutsch-Englisch-Französisch-Spanisch-Italienisch) herauszugeben, mit deren Hilfe die Abonnenten Sprachkenntnisse erwerben oder vertiefen sollten. Damit war der Grundstein zur ersten Fernschule in Schweden gelegt, die Hermod 1898 unter dem Namen Malmö Språk- & Handelsinstitut in der Södergatan 17 in Malmö eröffnete. Das vom Firmengründer entwickelte „Hermod-System“ sah vor, dass die Schüler zwei 8 bis 32 Seiten lange Briefe im Oktavformat zugesandt bekamen, die Unterrichtsstoff enthielten. Die Schüler wurden gebeten, den ersten dieser beiden Briefe sorgfältig zu lesen. Anschließend mussten sie Fragen beantworten, die in einem beigefügten Frage- und Aufgabenbrief formuliert waren. Ihre Lösungen schickten sie an die Fernschule in Malmö, wo ihre Antworten korrigiert wurden. Während die Schüler auf diese Korrekturen (und weitere Erläuterungen) warteten, befassten sie sich mit dem zweiten Brief. Mit den berichtigten Fragen hatten sie bereits den dritten Brief erhalten, den sie sich vornehmen konnten, sobald Brief Nr. 2 auf den Weg gebracht war.
Anfangs bot das Institut nur Kurse in Buchführung und in diversen Sprachen an. Bis 1918, als das Institut in ein Gebäude in der Slottsgatan 18 umzog, wuchs das Angebot auf 250 Kurse an, die von 20.000 Schülern genutzt wurden. Das Spektrum reichte von betriebswirtschaftlichen bis technischen Themen und umfasste auch Fächer in den Sozial- und Agrarwissenschaften sowie verschiedene Schul- und Berufsausbildungen. Im Frühjahr 1941 richtete Hermods im nordschwedischen Robertsfors eine Realschule ein, die Prinzipien des Fern- und des Direktunterrichts miteinander kombinierte. Einige wenige Stunden pro Woche besuchten die Schüler die Institutslokale im Ort, während sie die übrige Zeit nach dem bewährten System per Brief unterrichtet wurden. Andere Fernschulen wie das ebenfalls in Malmö entstandene Nordiska korrespondensinstitutet ahmten diese bald als „Robertsfors-Methode“ bekannte zweigeteilte Unterrichtsform nach. Hermods richtete binnen kurzer Zeit 60 Realschulen dieses Typs in ganz Schweden ein. Nachdem Schüler, die in entlegenen Gebieten wohnten, Staatsstipendien (für Reisen etc.) erhalten konnten, ging die Zahl der Schulen jedoch wieder zurück.
Als erste Fernschule Schwedens erhielt Hermods 1958 das Examensrecht, das dem Institut bis heute erlaubt, staatlich anerkannte Abschlussprüfungen für die  Grund- und Realschule sowie das Gymnasium abzuhalten. In den 1960er Jahren schrieben sich zeitweise über 100.000 Schüler jährlich für die verschiedenen Kurse ein. 1965 übernahm Hermods den größten Konkurrenten, das Nordiska korrespondensinstitutet. Anfang der siebziger Jahre gingen die Teilnehmerzahlen jedoch zurück. Eine allgemeine Wirtschaftskrise führte dazu, dass das Institut 1975 vom Liber Verlag übernommen wurde, der sich damals in Staatsbesitz befand. Seit 1993 ist Hermods eine Aktiengesellschaft, deren Hauptanteilseignerin zeitweilig die Inter IKEA Investmentgruppe war. Im Dezember 2013 fusionierte Hermods mit dem Unternehmen AcadeMedia AB.
Von 1901 bis 1975 gab Hermods die Zeitschrift Korrespondens in einer Auflage von bis zu 300.000 Exemplaren heraus. Daneben publizierte das Institut Lehr- und Fachbücher. Diese Abteilungen wurden später von Liber übernommen.
Im Jahr 2013 waren etwa 700 Angestellte in dem Unternehmen beschäftigt. Es erzielte einen Umsatz von 600 Millionen schwedischen Kronen.